# Novembre 2002

## Dimanche3 novembre 2002
- En Turquie, les islamistes « modérés » du Parti de la justice et du développement (AKP) remportent à la majorité absolue les élections législatives anticipées. Le parti de l'ancien maire d'Istanbul Recep Tayyip Erdoğan, avec 34,22 %, remporte 363 sièges sur 550, ce qui positionne l'AKP en position de former un gouvernement, sans avoir besoin de partenaire. Ces élections font craindre des difficultés à l'entrée de la Turquie au sein de l'Union européenne. Les observateurs politiques sont sur leurs gardes.
- Six membres présumés d'Al-Qaïda sont tués au Yémen dans l'explosion de leur véhicule atteint par des tirs de roquettes. Parmi eux se trouvait un des principaux suspects de l'attentat contre la frégate américaine Cole en octobre 2000.

## Lundi4 novembre 2002
- En France, du 4 au 25 novembre, dans le cadre de l'Affaire Elf, procès devant la Cour d'appel de Paris, de Roland Dumas, Christine Deviers-Joncour, Gilbert Miara, Loïk Le Floch-Prigent et Alfred Sirven. Jugement prévu pour le 25 janvier 2003.
- En Argentine, marche sur la place de Mai à Buenos Aires pour réclamer de la nourriture pour les enfants pauvres. Selon la CTA, toutes les 25 minutes un enfant meurt à cause de la pauvreté.
- En Israël, attentat-suicide palestinien dans un centre commercial de Kfar-Saba, au nord-est de Tel Aviv-Jaffa : un israélien tué et trente blessés.

## Mardi5 novembre 2002
- En France :
  - Fermeture aux nouveaux arrivants du centre de la Croix-Rouge de Sangatte dans le Pas-de-Calais. Ils seront évacués par la police le 14 novembre et 76 d'entre eux déposent une demande d'asile.
  - Dans la région lyonnaise, arrestation de huit suspects dans l'attentat du 11 avril 2002, à Djerba en Tunisie. Trois autres arrestations seront faites à Paris le 18 novembre.
- Élections législatives de mi-mandat aux États-Unis. Les républicains conservent la majorité à la Chambre des représentants avec 227 sièges contre 203, et obtiennent la majorité au Sénat avec 51 sièges contre 46.
- À la suite de la démission des ministres travaillistes, des élections générales anticipées sont annoncées en Israël pour janvier. Benyamin Netanyahou du Likoud accepte le poste de ministre des Affaires étrangères en remplacement de Shimon Peres.

## Mercredi6 novembre 2002
- La Fed baisse les taux directeurs de 50 points de base. Les taux sont passés de 1,75 à 1,25
- Les États-Unis d'Amérique signent le Traité international sur les ressources phytogénétiques pour l'alimentation et l'agriculture

## Jeudi7 novembre 2002
- Vote par la Chambre des communes d'une nouvelle loi restreignant le droit d'asile au Royaume-Uni.
- Après le Forum social mondial de Porto Alegre (Brésil), le 1er Forum social européen (FSE) se tient à Florence en Italie jusqu'au 10 novembre.

## Vendredi8 novembre 2002
- En France, Valéry Giscard d'Estaing, dans un entretien au Monde, estime que l'entrée de la Turquie signifierait « la fin de l'Union européenne ».
- Décès de John Goossens, PDG de Belgacom
- 98,97 % de « non » au référendum proposant un partage de souveraineté sur Gibraltar entre le Royaume-Uni et l'Espagne.
- Vote de la résolution 1441 du Conseil de sécurité des Nations unies obligeant le gouvernement irakien à accepter « sans conditions » l'inspection de la totalité de son territoire. Rejetée le 12 par le parlement irakien, elle est acceptée « sans réserve » le 13 par Saddam Hussein et son gouvernement.
- Du 8 au 14 décembre, XVIe congrès du Parti communiste chinois à Pékin. À la tête du PCC depuis 13 ans, Jiang Zemin[1], 76 ans, cède la place à Hu Jintao, 59 ans.

## Samedi9 novembre 2002
- À Florence en Italie, manifestation regroupant 400 000 personnes de toute l'Europe contre une guerre en Irak et contre la mondialisation.

## Dimanche10 novembre 2002
- En France, une centaine d'immigrés illégaux, kurdes et afghans occupent l'église Saint-Pierre-Saint-Paul de Calais (Pas-de-Calais).
- Départ de la VIIe Route du Rhum entre Saint-Malo et Pointe-à-Pitre. Hécatombe chez les multicoques (15 abandons sur 18 bateaux en onze jours).

## Lundi11 novembre 2002
- Au sommet de l'Union européenne à Bruxelles, acceptation de l'accord sur les règles de transit entre l'enclave de Kaliningrad et la Russie. L'ancienne « Königsberg » annexée par la Russie soviétique en 1945 sera enclavée dans l'Union européenne après l'élargissement de 2004.
- Présentation par le secrétaire général de l'ONU Kofi Annan du plan de réunification de Chypre prévoyant un État fédéral.

## Mardi12 novembre 2002
- La chaîne de télévision qatarie Al Jazeera diffuse un nouvel enregistrement sonore reconnu comme provenant du chef terroriste Oussama ben Laden dans lequel il salue les derniers attentats au Yémen, au Koweït, à Bali, à Moscou et en annonce de nouveaux. Il met en garde et menace à nouveau plusieurs pays occidentaux d'être la cible de nouveaux attentats s'ils continuaient à soutenir « le gang des bouchers de la Maison-Blanche ».

## Mercredi13 novembre 2002
- Le pétrolier Prestige, en transit entre la Lettonie et Gibraltar, et transportant 78 000 tonnes de fioul lourd, est victime d'une grave avarie près des côtes de Galice. L'équipage est évacué le 14 novembre et le 16, alors que plus de 5 000 tonnes de fioul se sont déjà répandues polluant le littoral sur plusieurs dizaines de kilomètres, le gouvernement de l'Espagne le fait remorquer loin au large, ce qui s'avèrera, par la suite, être une grave erreur d'appréciation des risques.

## Jeudi14 novembre 2002
- Lors d'une première réception historique du pape Jean-Paul II à la Chambre des députés de l'Italie, celui-ci, au cours d'une allocation ovationnée de trois-quarts d'heure, réaffirme son souhait de voir mentionner « l'héritage religieux » dans la future Constitution européenne.

## Vendredi15 novembre 2002
- À Hébron en Cisjordanie, 9 militaires et 3 colons sont tués et 15 personnes blessées, dans une embuscade revendiquée par le Jihad islamique palestinien. Tsahal réoccupe la ville d'Hébron dès le 16 novembre.

## Samedi16 novembre 2002
- Au Royaume-Uni, Scotland Yard confirme que 3 islamistes d'origine nord-africaine, arrêtés le 9 novembre, ont été inculpés pour « possession d'objets destinés à la préparation, à l'incitation et à la commande d'actes terroristes », cependant les autorités n'ont aucun élément probant permettant de connaître les cibles visées annoncées, comme le « métro de Londres ».
- En Turquie, Abdullah Gül, numéro 2 de l'AKP vainqueur des élections législatives, est nommé premier ministre.
- Mariage de Justine Henin et Pierre-Yves Hardenne

## Dimanche17 novembre 2002
- En France, au Bourget en présence de 15 000 militants et de nombreux invités de marque, congrès fondateur de l'Union pour un mouvement populaire (UMP, résultant de la transformation de l'ex Union pour la majorité présidentielle créée au lendemain de l'élection présidentielle). Sont élus Alain Juppé président, Philippe Douste-Blazy secrétaire général et Jean-Claude Gaudin vice-président.
- À Pérouse en Italie, l'ancien président du Conseil Giulio Andreotti, 83 ans, est condamné à 24 ans de prison pour avoir « commandité » en 1979 l'assassinat du journaliste Carmine Pecorelli. La condamnation est symbolique car il est toujours protégé par son immunité de sénateur à vie.

## Lundi18 novembre 2002
- Du 18 au 27 novembre, procès en appel à Bastia en Corse dans l'Affaire des paillotes. L'ancien préfet Bonnet est défendu par Maître Jacques Vergès.
- La date d'entrée de dix premiers futurs pays entrant dans l'Union européenne est fixée au 1er mai 2004. Le 19 novembre, séance symbolique au Parlement européen de Strasbourg en présence des 214 nouveaux représentants des dix futurs pays adhérents auxquels se sont joints ceux de la Roumanie, de la Bulgarie et de la Turquie.
- À Los Angeles (Californie), décès de l'acteur américain James Coburn à l'âge de 74 ans.
- Hans Blix, chef de la Commission de contrôle, de vérification et d'inspection des Nations unies (COCOVINU), accompagné de Mohamed el-Baradei, chef de l'Agence internationale de l'énergie atomique (AIEA), arrive à Bagdad. Les premiers inspecteurs arrivent le 25 novembre.
- Le gouvernement américain s'oppose à la prorogation du programme « Pétrole contre nourriture ». Le Conseil de sécurité des Nations unies le reconduit mais seulement pour 9 jours.
- Recep Tayyip Erdoğan, chef de l'AKP, vainqueur des élections législatives en Turquie, après s'être rendu à Rome et à Madrid, dans le cadre d'une tournée en Europe où il plaide la cause de l'adhésion de son pays à l'Union européenne, est reçu par le premier ministre grec Costas Simitis.

## Mardi19 novembre 2002
- En France, le pourvoi en cassation de José Bové contre sa condamnation à 14 mois de prison pour la destruction, en décembre 1999, de plantations de riz transgénique est rejeté. Il demande la grâce présidentielle à Jacques Chirac.
- Remorqué au large sur ordre du gouvernement de l'Espagne, le pétrolier Prestige dont la structure était très affaiblie, se brise en deux, provoquant le début d'une gigantesque marée noire qui va souiller gravement les côtes de Galice, du Portugal, du Pays basque, d'Aquitaine, de Vendée et du sud de la Bretagne.
- En Israël, élection à la tête du Parti travailliste israélien du général de réserve Amram Mitzna, maire d'Haïfa, considéré comme « Colombe ».

## Mercredi20 novembre 2002
- Évènement historique en Espagne, où au nom du « devoir de la société démocratique », le Parlement en majorité dominé par le Parti populaire de droite, vote une motion condamnant « la répression de la dictature franquiste ».

## Jeudi21 novembre 2002
- Du 21 au 22 novembre, à Prague (République tchèque), sommet de l'OTAN (le premier dans un pays de l'ex-pacte de Varsovie) : 
  - adhésions acceptées de la Slovaquie, de la Lituanie, de la Lettonie et de l'Estonie.
  - adoption d'un texte appelant le gouvernement irakien à se conformer « intégralement et immédiatement » à la résolution 1441 de l'ONU.
- Le gouvernement américain annonce l'arrestation, au Koweït, de l'islamiste Abdal Rahmin Nashiri, ressortissant saoudien, proche du chef terroriste Oussama ben Laden. Il est soupçonné d'avoir organisé les attentats contre les ambassades américaines au Kenya et en Tanzanie en 1998, contre la frégate américaine Cole en octobre 2000 et contre le pétrolier français « Limburg » le 6 octobre 2002.
- À Java en Indonésie, arrestation de l'islamiste Iman Samudra, expert en informatique, soupçonné d'être le « cerveau » de l'attentat du 12 octobre 2002 à Bali.
- Attentat suicide dans un autocar à Jérusalem-Ouest, revendiqué par le Hamas palestinien : 11 israéliens tués et 40 autres blessés. En représailles, Tsahal, dans la nuit du 21 au 22, réoccupe la zone « autonome » palestinienne de Bethléem et intensifie la répression dans tous les territoires occupés.
- En réaction à l'élection de Miss Monde, prévue à Abuja le 7 janvier, des émeutiers musulmans se ruent contre les chrétiens à Kaduna dans le nord du Nigeria, bilan : une centaine de morts. Émeutes à Abuja la capitale le 22 novembre. Le 23, les organisateurs de l'élection annoncent qu'elle aura lieu à Londres.

## Vendredi22 novembre 2002
- Visite informelle du président George W. Bush au président Vladimir Poutine à Saint-Pétersbourg en Russie. Puis il se rend en Lituanie pour une autre visite.

## Samedi23 novembre 2002
- Arrivée de la gagnante de la VIIe Route du Rhum, la Britannique Ellen MacArthur, 26 ans, à bord de son monocoque « Kingfisher », en 13 jours, 13 heures et 23 minutes de traversée et en battant tous les records. Le premier des trois multicoques survivants, le trimaran « Géant » barré par le Français Michel Desjoyeaux, arrive seulement le 24.

## Dimanche24 novembre 2002
- En France, le patronat et 4 syndicats (FO, CFTC, FNCR et CGC) signent un accord concernant les routiers, à l'issue de 2 jours et demi de négociations. À l'appel de la CGT et de la CFDT, une vingtaine de barrages filtrants sont mis en place, mais ils sont levés dans la nuit du 24 au 25 novembre.
- Élection cantonale partielle : Jacques Bompard, maire FN d'Orange est élu au premier tour avec 54,36 % contre l'UMP Paul Durrieu.
- En Autriche, les élections législatives anticipées sont remportées par le parti conservateur l'ÖVP avec 79 sièges (+17) et 42,27 % des voix (+15,4 %). Le parti populiste identitaire FPÖ, avec 19 sièges (-33) et 10,6 % (-16,8 %), chute et retourne dans l'opposition.
- En Suisse, par référendum, rejet de la proposition du populiste Christoph Blocher, de durcir la législation sur le droit d'asile, par 50,1 % de « non ».

## Lundi25 novembre 2002
- En France, arrestation, à Montfermeil (Seine-Saint-Denis), d'un franco-algérien, Slimane Khalfaoui, soupçonné d'avoir appartenu au « groupe de Francfort » qui avait un projet d'attentat sanglant à Strasbourg pendant les fêtes de Noël 2000.

## Mardi26 novembre 2002
- En France, arrestation, en Île-de-France et à La Réunion, de 8 personnes, dans le cadre de l'enquête sur l'islamiste britannique Richard Reid, qui avait tenté de faire sauter l'avion du vol Paris-Miami du 22 décembre 2001.
- Des grèves dans le secteur public et des manifestations rassemblent quelque cent mille personnes dans les rues.
- L'organisation Corse « deuxième FLNC » revendique une dizaine d'attentats commis depuis le début du mois.
- Après le meurtre d'un jeune professeur marocain, Mohamed Achrak, de violentes émeutes éclatent à Anvers (Belgique), encadrées par la Ligue arabe européenne.
- Sommet de Malaga (Espagne), entre le président Jacques Chirac et le premier ministre espagnol José María Aznar. Annonce de nouvelles mesures de contrôle des navires monocoques vieux de plus de quinze ans.

## Mercredi27 novembre 2002
- Début du travail d'inspection en Irak, par les inspecteurs de la COCOVINU.
- Recep Tayyip Erdoğan, chef de l'AKP, vainqueur des élections législatives en Turquie, est reçu en France par le président Jacques Chirac.

## Jeudi28 novembre 2002
- En France du 28 au 29 novembre, visite officielle du premier ministre portugais José Manuel Durão Barroso.
- En Côte d'Ivoire, reprise des combats entre les rebelles et les forces loyalistes dans l'ouest du pays, au lendemain d'entretiens entre le ministre français des Affaires étrangères Dominique de Villepin, le président Laurent Gbagbo et les représentants des rebelles.
- En Israël, le premier ministre Ariel Sharon est réélu à la tête du Likoud contre son adversaire Benyamin Netanyahou. Le même jour, attaque d'un bureau de vote dans le nord du pays, par 2 Palestiniens qui tuent 6 Israéliens avant d'être eux-mêmes abattus.
- Au Kenya, attentat-suicide à la voiture piégée contre un hôtel de Mombasa : 13 morts dont 3 israéliens. Le même jour, tirs de 2 missiles contre un Boeing, charter de la compagnie israélienne Arkia, peu après son décollage de l'aéroport de Monbasa pour Tel-Aviv. L'appareil est sauvé grâce à sa technologie militaire embarquée et poursuit sa route.

## Vendredi29 novembre 2002
- En France, décès à Paris du comédien Daniel Gélin, à l'âge de 81 ans.
- Drame de Loriol (Drôme) : sur l'autoroute A7 (France), un automobiliste percute des sapeurs-pompiers qui intervenaient sur un accident, malgré le balisage mis en place ; l'automobiliste âgé de 82 ans, un ancien conseiller municipal de Lyon et ex-président de la Chambre de commerce et d'industrie, roulait à 150 km/h alors que la vitesse était limitée à 90 en raison de travaux.

## Samedi30 novembre 2002
- En France, transfert des cendres d'Alexandre Dumas au Panthéon.

## Décès
- 1er novembre : Pierre Fédida, psychanalyste français (° 30 octobre 1934).
- 3 novembre :
  - Lonnie Donegan, chanteur écossais (° 29 avril 1931).
  - Jonathan Harris, acteur américain (° 6 novembre 1914).
- 7 novembre : Rudolf Augstein, fondateur et propriétaire de l'hebdomadaire allemand Der Spiegel (° 5 novembre 1923).
- 8 novembre : Zoé Oldenbourg, romancière russe (° 31 mars 1916).
- 11 novembre : Pietro Giudici, coureur cycliste italien (° 21 juillet 1921).
- 12 novembre :
  - Roger Chupin, coureur cycliste français (° 30 septembre 1921).
  - Raoul Diagne, international de football français (° 10 novembre 1910).
- 13 novembre: Roland Hanna, pianiste de jazz américain (° 10 février 1932).
- 14 novembre : Charles Dupuis, belge, un des pionniers de la bande dessinée, éditeur du journal Spirou (° 10 juin 1918).
- 17 novembre : Abba Eban, diplomate israélien, ancien ministre travailliste des Affaires étrangères (1966-1974) (° 2 février 1915).
- 18 novembre : James Coburn, acteur américain (° 31 août 1928).
- 22 novembre : Parley Baer, acteur américain (° 5 août 1914).
- 23 novembre :
  - Maritie Carpentier, productrice française d'émissions de variétés (° 12 décembre 1921).
  - Roberto Matta, peintre chilien considéré comme le dernier des surréalistes (° 11 novembre 1911).
- 24 novembre : John Rawls, philosophe américain (° 21 février 1921).
- 25 novembre : Karel Reisz , réalisateur britannique (° 21 juillet 1926).
- 29 novembre : Daniel Gélin, acteur français (° 19 mai 1921).

## Naissances
- 4 novembre : Kacper Tobiasz, footballeur polonais
- 6 novembre : Mya-Lecia Naylor, actrice, chanteuse et mannequin britannique († 7 avril 2019).
- 7 novembre : Kara Eaker, gymnaste américaine
- 10 novembre : Eduardo Camavinga, footballeur français
- 12 novembre : Joel Mvuka, footballeur norvégien
- 13 novembre  : Oussama Raoui, footballeur marocain
- 15 novembre : Nasser Djiga, footballeur burkinabé
- 16 novembre : 
  - Miguel Maga, footballeur portugais
  - Zhu Jiner, joueuse d'échecs chinoise
- 19 novembre : Anton Gaaei, footballeur danois
- 23 novembre : Enzo Tchato, footballeur camerounais
- 24 novembre : Emilio Osorio, acteur mexicain
- 25 novembre : Pedri, footballeur espagnol
- 28 novembre : 
  - Farès Chaïbi, footballeur franco-algérien
  - Destiny Udogie, footballeur italien
- 30 novembre : 
  - Carlos Alcaraz, footballeur argentin
  - Bénie Traoré, footballeur ivoirien